# Kloakenekstrophie
Die Kloakenekstrophie (von Kloake, gemeinsamer Körperausgang für die Verdauungs-, Geschlechts- und Exkretionsorgane, altgriechisch ἐκ ek ‚nach außen, hinaus‘ und altgriechisch στροφή strophē ‚Wendung‘) ist eine seltene angeborene Fehlbildung aus dem sogenannten Blasenekstrophie-Epispadie-Komplex, mit einer Kombination von gemeinsamer Öffnung für Mastdarm, Vagina und Harnröhre (Kloake) und Fehlentwicklung der unteren Bauchwand mit Offenliegen dieser Kloake (wie bei der Blasenekstrophie) sowie einer Omphalozele.
Synonyme sind: OEIS Komplex, Akronym für Omphalozele, Ekstrophie, Imperforate Anus und Spinale Defekte, Vesikointestinale Fissur, Kloakenexstrophie, Kloakenektopie.

## Verbreitung
Die Häufigkeit von Kloakenfehlbildungen wird mit 1 zu 20.000 angegeben, eine Kloakenekstrophie soll mit 1 auf 250.000 wesentlich seltener sein.

## Pathologie
Es handelt sich um eine frühembryonale Hemmungsmissbildung des Mesoderms mit gestörter Trennung des Embryos vom Dottersack. Das Septum urogenitale, welches die embryonal vorliegende innere Kloake in Sinus urogenitalis und Enddarm teilt, wird nicht richtig angelegt.
Zusätzlich kommt es zu einer Fehlentwicklung der unteren Bauchwand und der Symphyse mit fehlendem Verschluss, so dass ventrale Bauchwand, Hinterwand der Harnblase und Vorderwand des Enddarmes fehlen.

## Klinische Erscheinungen
Klinische Kriterien sind:
- In der an die Omphalozele kaudal angrenzenden Blasenekstrophie findet sich median ein Streifen von Darmschleimhaut mit Fisteln, die Harnblase ist in eine rechte und eine linke Hälfte geteilt.
- Das Kolon ist nur rudimentär angelegt,
- die oberen Darmabschnitte bis unteres Ileum sind normal
- Häufig findet sich eine Doppelanlage der Appendix vermiformis
- Zusätzlich bestehen meist Genitalfehlbildungen wie Kryptorchismus, Doppelung von Penis bzw. Klitoris und Vagina
- Hinzu kommen Diastase der Schambeinfuge, Fehlbildungen des Oberen Harntraktes und der unteren Wirbelsäule sakral wie Meningomyelozele, Tethered cord

## Diagnose
Die Diagnose ergibt sich nach der Geburt aus dem klinischen Befund.
Bereits intrauterin kann die Diagnose mittels Feinultraschall vermutet werden.

## Therapie
Die Behandlung sollte in einem spezialisierten Zentrum erfolgen.